# 小行星4843
小行星4843（4843 Megantic）是一颗围绕太阳公转的小行星。1990年2月28日，亨利·德波鸿诺在拉西拉天文台发现了此天体。
这颗小行星的绝对星等为220.7649055210306等。